# Krušedol Prnjavor
Krušedol Prnjavor (Крушедол Прњавор) település Szerbiában, a Vajdaságban, a Szerémségi körzetben, Ürög községben.

## Demográfiai változások
| 1948 | 1953 | 1961 | 1971 | 1981 | 1991 | 2002 |
| ---- | ---- | ---- | ---- | ---- | ---- | ---- |
| 611  | 578  | 553  | 481  | 276  | 229  | 277  |